# Fijische voetbalbond
De Fiji Footbal Association (FFA) is de voetbalbond van Fiji. De bond werd in 1938 opgericht en is sinds 1963 aangesloten bij de OFC en sinds 1964 bij de FIFA. De FFA zetelt in de hoofdstad van Fiji, Suva.
De FFA is onder meer verantwoordelijk voor het Fijisch voetbalelftal, de National Football League en de Fiji FA Cup.
Amerikaans-Samoa · Cookeilanden · Fiji · Kiribati¹ · Nieuw-Caledonië · Nieuw-Zeeland · Niue¹ · Papoea-Nieuw-Guinea · Samoa · Salomoneilanden · Tahiti · Tonga · Tuvalu¹  · Vanuatu

¹ geassocieerd lid